# Lino Lacedelli
Lino Lacedelli (Cortina d'Ampezzo, 4 dicembre 1925 – Cortina d'Ampezzo, 20 novembre 2009) è stato un alpinista italiano.
Fu, assieme ad Achille Compagnoni, il primo a raggiungere la vetta del K2 il 31 luglio 1954.

## Biografia

### Prime attività

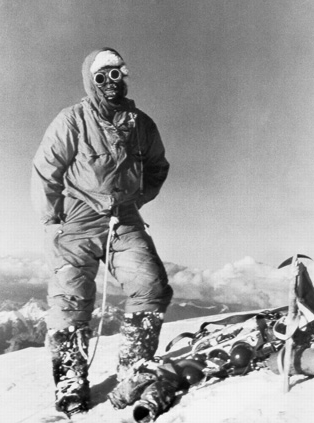
Lacedelli in vetta al K2

È stato protagonista di numerose imprese alpinistiche, tracciando vie di arrampicata originali e di elevata difficoltà. La sua prima arrampicata si svolse alle Cinque Torri, sopra Cortina d'Ampezzo a soli 14 anni, dopo essere sfuggito alla custodia del padre.
Nel 1947 effettuò la prima ripetizione della direttissima del Col Rosà, e aprì nuove vie sullo spigolo sud del Sassolungo di Cibiana e sulla parete sud-ovest della Tofana di Rozes. Ben presto, entrò a far parte del gruppo degli Scoiattoli di Cortina.
Il 18 agosto 1951, insieme a Luigi Ghedina, compì la prima ripetizione della via Bonatti sulla parete est del Grand Capucin. Walter Bonatti contesta però questa ripetizione, documentandone i motivi nel suo libro Montagne di una vita.
Nel 1952, sempre insieme a Luigi Ghedina e con Guido Lorenzi, apre una nuova via lungo la parete sud della Cima Scotoni, nelle Dolomiti.

### La conquista del K2
Nel 1953 viene convocato da Ardito Desio per la spedizione italiana al K2. Desio annoterà di lui nella relazione ufficiale: "celibe, 29 anni, di Cortina d'Ampezzo. Alto 1,78 m; professione idraulico, guida alpina e maestro di sci".
Il 31 luglio 1954, Lacedelli e la guida valtellinese Achille Compagnoni, di undici anni più vecchio, sono i primi uomini nella storia a raggiungere la vetta del K2, la seconda del mondo per altezza. L'impresa vale a Lacedelli la medaglia d'oro al valore civile e, nel cinquantenario, la nomina a cavaliere di Gran Croce, ma a causa dei congelamenti subiti alle dita delle mani gli costa l'amputazione di un pollice.

### Attività successive alla spedizione del K2
Tornato dal K2 aprì un negozio di articoli sportivi (K2 sport) a Cortina d'Ampezzo.
Nonostante la menomazione subita, Lacedelli ebbe un prosieguo di carriera degno di nota: aprì numerose vie nuove e partecipò a molte spedizioni di soccorso.
Nel 2004 partecipò alla spedizione degli Scoiattoli di Cortina al K2, in occasione del cinquantenario della prima salita. In quell'occasione giunse fino al campo base, dove rese omaggio alla tomba del compagno Mario Puchoz.
Nel 2005 gli fu tributata la cittadinanza onoraria di Montebelluna.
È deceduto nel 2009 a 83 anni nella sua abitazione di Cortina d'Ampezzo; la salma è stata inumata nel cimitero comunale di Cortina.

## La posizione di Lino Lacedelli nelCaso K2
La spedizione italiana al K2 si chiuse con un'aspra polemica dovuta all'arbitraria ricostruzione degli eventi contenuta nella relazione ufficiale di Ardito Desio, basata sulle dichiarazioni firmate di Compagnoni e Lacedelli. La polemica, nota come caso K2, venne definitivamente chiusa dal Club Alpino Italiano solo nel 2004 a seguito delle risultanze di un'apposita commissione detta dei tre saggi: il CAI fece autocritica e riconobbe ufficialmente la versione dei fatti riportata da Walter Bonatti come l'unica vera e attendibile: Compagnoni e Lacedelli allestirono deliberatamente il campo IX non nel luogo previsto, costringendo Bonatti e lo hunza Mahdi a una terribile notte all'addiaccio, con temperature di -50 °C, e impiegarono l'ausilio delle bombole d'ossigeno (le quali quindi non erano state consumate da Bonatti e Mahdi come sostenuto da Compagnoni e Lacedelli) fino in cima alla vetta.
Mentre Desio e Compagnoni rifiutarono sempre di rivedere le proprie dichiarazioni, attirandosi severe critiche, Lacedelli nel suo libro K2 il prezzo della conquista desiderò rinnegare in parte quanto contenuto nella relazione ufficiale, in particolare attribuendo a Compagnoni la decisione di spostare il campo IX, facendo risalire a pochi minuti prima di giungere in vetta l'esaurimento delle bombole d'ossigeno, e riconoscendo a Bonatti il giusto merito nel successo dell'impresa.